# Evjemoen
Evjemoen is een plaats in de Noorse gemeente Evje og Hornnes in het zuidwesten van  fylke Agder. Het was van 1912 tot en met 2002 een legerplaats met onder meer drie grote kazernes. De legerplaats werd met ingang van 1 januari 2003 volledig gesloten.
De plaats ligt een klein stuk ten zuiden van het dorp Evje.